# هیچ‌کس زنده نمی‌ماند
هیچ‌کس زنده نمی‌ماند یک فیلم ترسناک است که در سال ۲۰۱۲ به کارگردانی ریوهی کیتامورا ساخته شد. لوک ایوانز و ادلاید کلمنس از ستارگان این اثر هستند. این فیلم در ۸ سپتامبر ۲۰۱۲ در فستیوال بین‌المللی فیلم تورنتو به نمایش درآمد و در ۱۰ مه ۲۰۱۳ پخش شد.

## داستان
بتی (لورا رمزی) و مردی به نام درایور (لوک ایوانز) در سفر با گروهی از دزدان به سرکردگی هوگ (لی ترجسن)، دخترش امبر (لیندزی شا)، دوست دخترش تامارا (آمریکا الیو)، دوست پسر امبر دنی (بو نپ) و فلین روان پریش (درک مگیار) رو به رو می‌شوند. فلین فکر می‌کند این زوج ثروتمندند و از طرفی می‌خواهد اشتباهات سابقش را جبران کند. پس در پمپ بنزین از طریق اتان (برودوس کلی) آن‌ها را می‌دزدد و می‌خواهد به پولشان دسترسی پیدا کند. اما بتی خودکشی می‌کند و درایور، اتان را می‌کشد و فرار می‌کند.
در همین حین، فلین ماشین درایور را به مخفیگاه گروه برده و دختری را در صندوق عقب پیدا می‌کند. امبر می‌فهمد او اما وارد (ادلاید کلمنس) یک وارث ثروتمند است که درایور ۱۴نفر از دوستانش در یک مهمانی کشته‌است. امبر سعی می‌کند با اما مهربان باشد اما اما در صورتش تف می‌اندازد. به دستور هوگ، دنی و تامارا به پمپ بنزین می‌روند اما اجساد بتی و اتان را پیدا می‌کنند. آن‌ها جسد اتان را به مخفیگاه می‌برند و خبر ندارند که درایور در بدن او پنهان شده‌است.
درایور ون دزدان را نابود کرده و هوگ را داخل چرخ گوشت می‌اندازد. بعد دنی را داخل موتور ماشین هل می‌دهد. او امبر را زخمی می‌کند ولی او را نمی‌کشد. در هر حال، فلین به اشتباه با جیپ از روی امبر رد می‌شود.
دنی را به بیمارستان می‌برند و فلین، تامارا و اما به یک متل می‌روند. آن‌ها ار کارت اعتباری درایور استفاده می‌کنند ولی مدیر متل، هریس (گری گرابس) قبلاً درایور را دیده و به پلیس زنگ می‌زند. خودِ درایور نیز سر می‌رسد و در دستشویی سعی می‌کند تامارا را خفه کند ولی صدای شلیک فلین به کلانتر را می‌شنود. فلین و اما، تامارا را پیدا می‌کنند که از پرده حمام آویزان شده‌است. تامارا ناگهان تکان می‌خورد و فلین ناخودآگاه به او شلیک می‌کند و اما فرار می‌کند. فلین دنبالش می‌کند اما درایور با ماشین پلیس از رویش رد می‌شود.
اما سعی می‌کند با یک میله فلزی به درایور حمله کند که فلین با تفنگ سر می‌رسد و به سینه او شلیک می‌کند. او بخاطر جلیقه ضدگلوله زنده می‌ماند و اما فلین را بیهوش می‌کند. درایور ابزار ردیابی داخل شکم اما را درمی‌آورد تا آزاد شود. سپس به صورت فلین و هریس شلیک می‌کند.
روز بعد، درایور در نقش دکتر، دنی را در بیمارستان می‌کشد و به عنوان آخرین دیالوگ فیلم می‌گوید: «هیچ کس زنده نمی‌ماند».

## بازیگران
- لوک ایوانز در نقش درایور
- ادلاید کلمنس در نقش اما وارد
- لی ترجسن در نقش هوگ
- درک مگیارد در نقش فلین
- آمریکا الیو در نقش تامارا
- بو نپ در نقش دنی
- لیندزی شا در نقش امبر
- برودوس کلی در نقش اتان
- لارا رمزی در نقش بتی
- گری گرابس در نقش هریس
- دالتون ای گری در نقش پسر